# 체커판
체커판은 체커에 쓰이는 체크무늬가 있는 게임판이다. 체커 계열 게임과 표준 체스에서 쓰인다. 8×8 게임판에서 두는 막룩이나 Arimaa 등의 게임도 종종 체커보드에서 두어진다.

## 갤러리

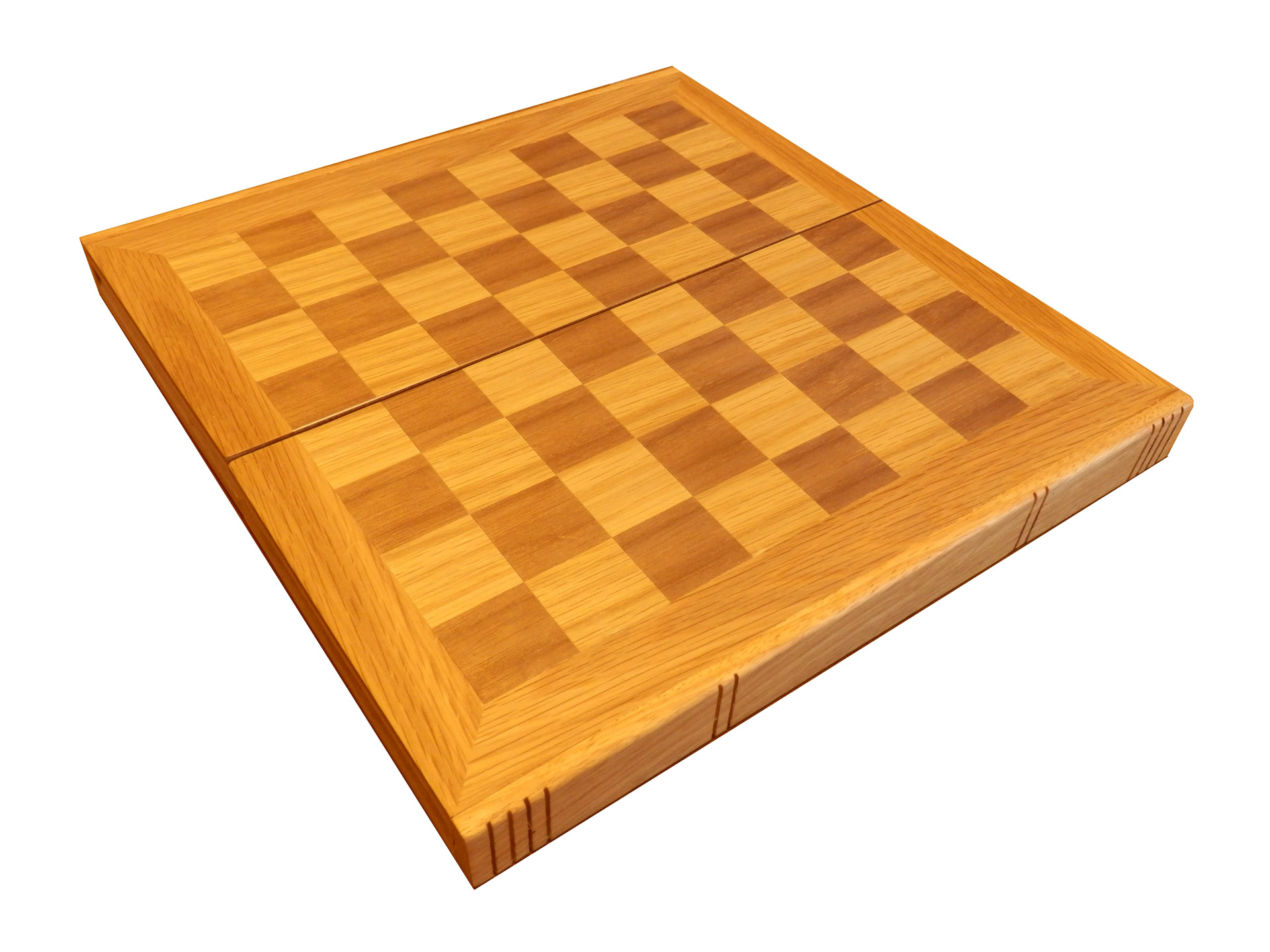
비어있는 8×8 체커판
비어있는 8×8 체커판 다이어그램
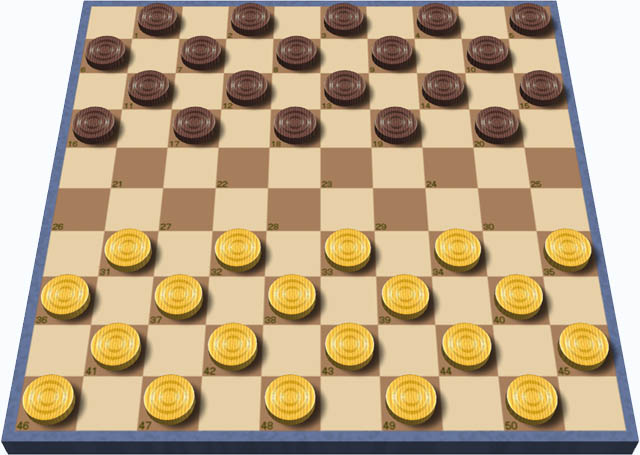
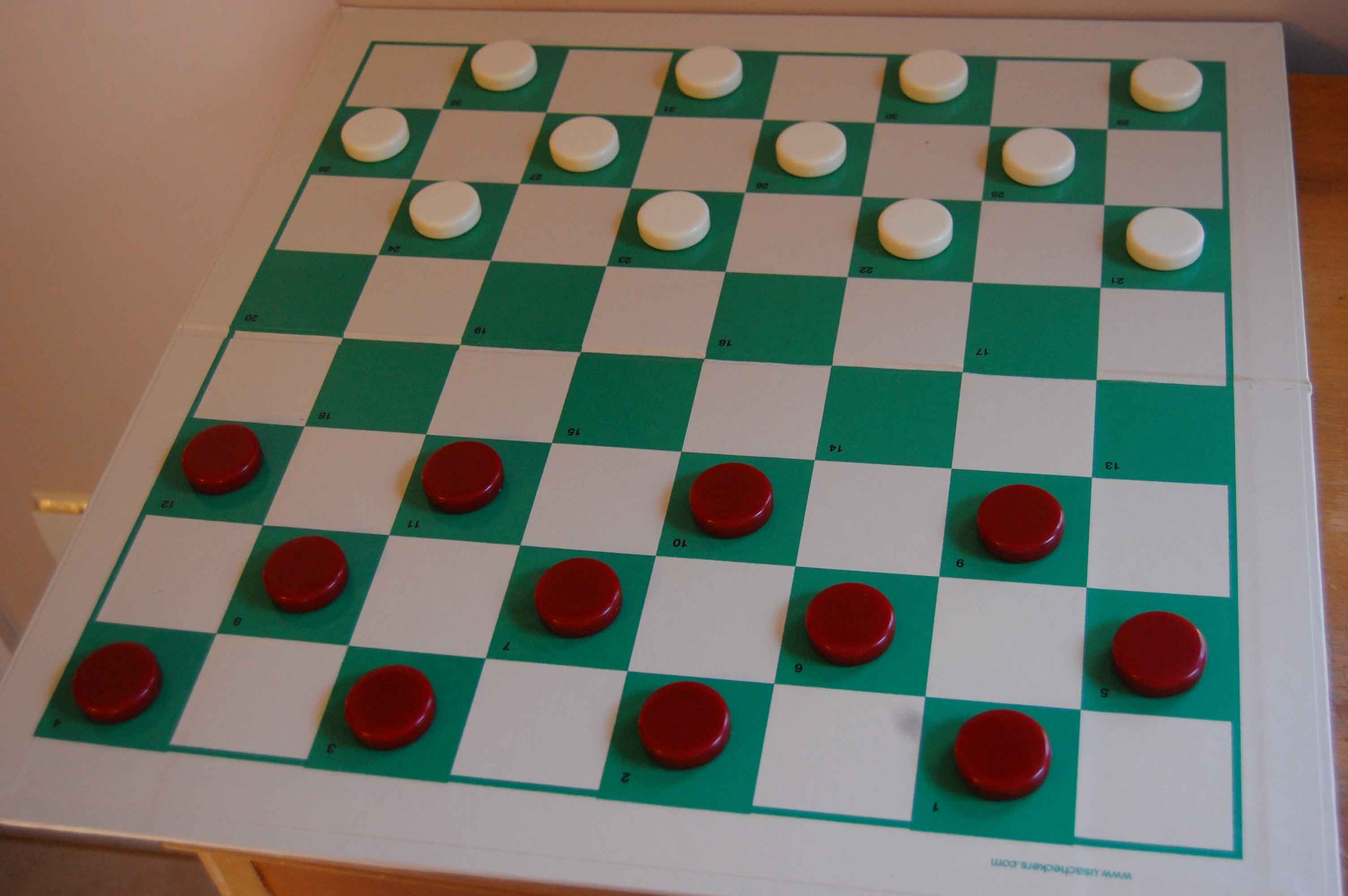
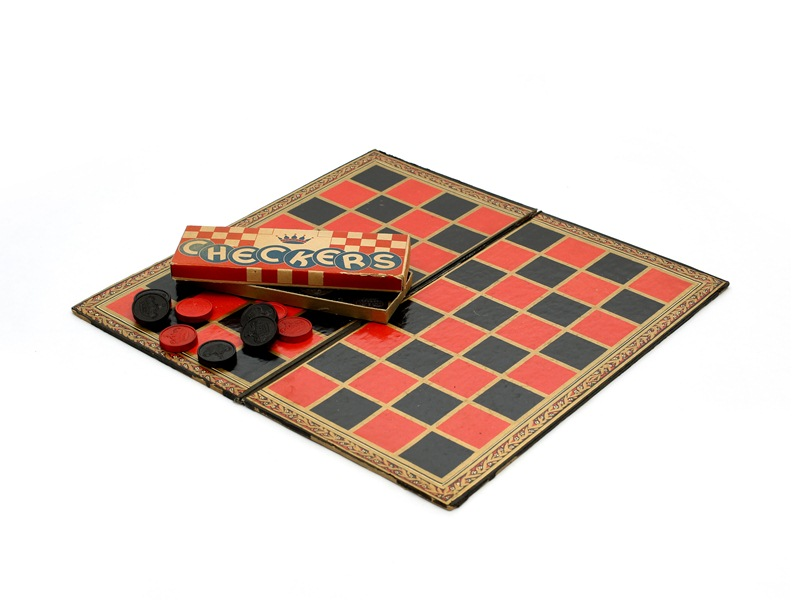

## 같이 보기
- 체스판